# Arrondissement Nantes
Arrondissement Nantes je francouzský arrondissement ležící v departementu Loire-Atlantique v regionu Pays de la Loire. Člení se dále na 29 kantonů a 82 obcí.

## Kantony
- Aigrefeuille-sur-Maine
- Bouaye
- Carquefou
- La Chapelle-sur-Erdre
- Clisson
- Legé
- Le Loroux-Bottereau
- Machecoul
- Nantes-1
- Nantes-2
- Nantes-3
- Nantes-4
- Nantes-5
- Nantes-6
- Nantes-7
- Nantes-8
- Nantes-9
- Nantes-10
- Nantes-11
- Orvault
- Le Pellerin
- Rezé
- Saint-Étienne-de-Montluc
- Saint-Herblain-Est
- Saint-Herblain-Ouest-Indre
- Saint-Philbert-de-Grand-Lieu
- Vallet
- Vertou
- Vertou-Vignoble